# Café Novelty

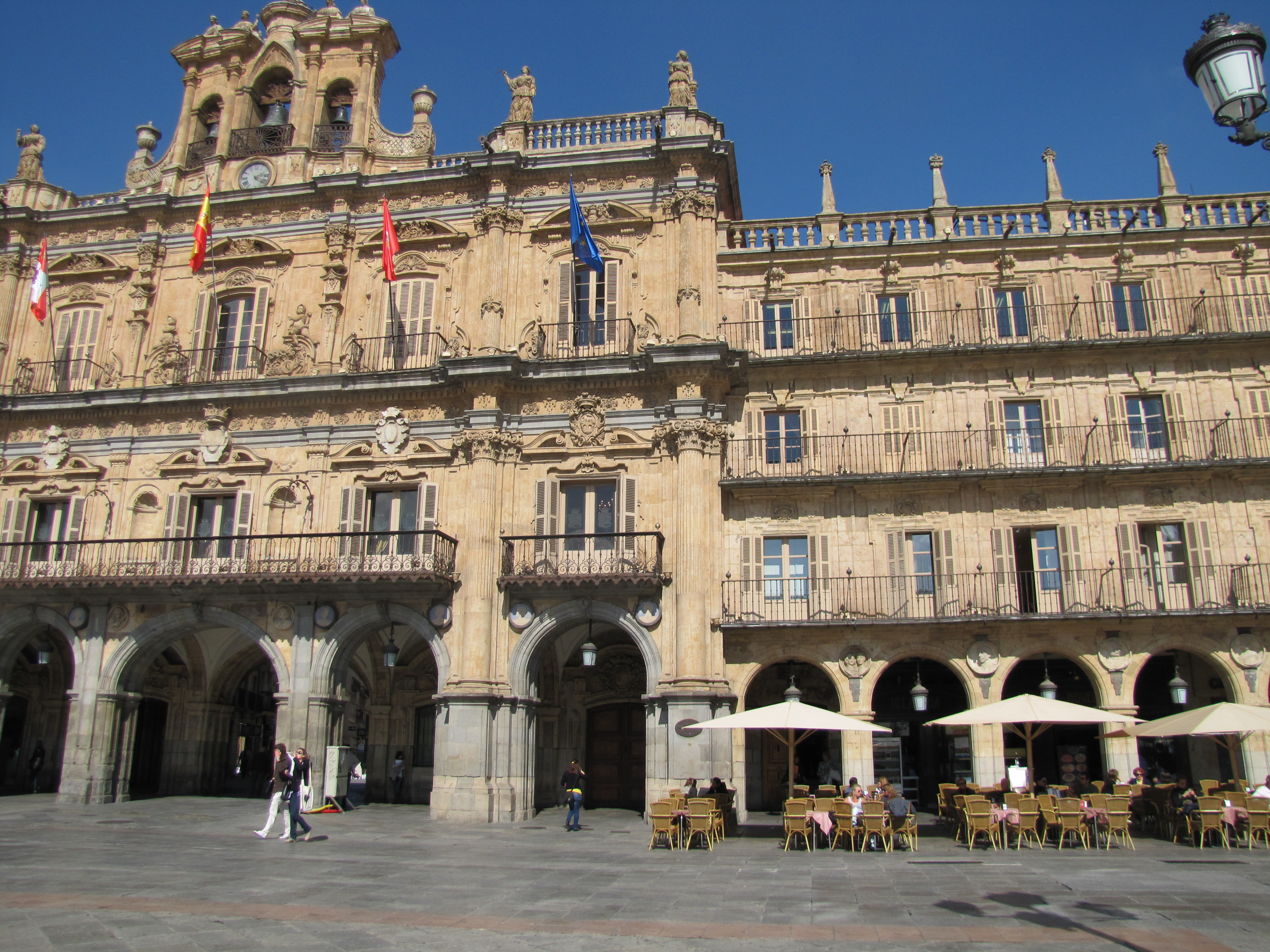
Het Café Novelty op de Plaza Mayor

Café Novelty is het oudste nog bestaande koffiehuis in de Spaanse universiteitsstad Salamanca. Opgericht in 1905, werd het café op het centrale plein Plaza Mayor beroemd als ontmoetingsplaats voor kunstenaars, literatoren en politici. De Tertulias die hier samenkwamen kregen bezoek van figuren als Miguel de Unamuno, José Ortega y Gasset, Antonio Tovar, Juan Benet, Pedro Laín Entralgo, Francisco Umbral, Carmen Martín Gaite, Gonzalo Torrente Ballester en Víctor García de la Concha.
Toen het café opende, was het vier keer zo groot als nu. Het bood biljarttafels, een restaurant en een danszaal en werd een halve eeuw lang beschouwd als een "eerste adres". De oprichters waren de broers Vicente en Federico García Martín. Koning Alfons XIII dineerde hier. Tijdens de Spaanse Burgeroorlog werd het omgedoopt tot Café National (tot 1964). In de jaren 1950 werd hier een banket gehouden voor dictator Francisco Franco ter gelegenheid van de toekenning van een eredoctoraat aan de Universiteit van Salamanca.
Na een periode van verval en kortstondige sluiting in de jaren zestig, beleefde het café na 1964 een wedergeboorte onder zijn oude naam, en sinds de jaren tachtig is er ook een poging gedaan om het oude prachtige interieur gedeeltelijk te reconstrueren. 
Vandaag wordt het café opnieuw beschouwd als het vlaggenschip van de stad en als een literaire en artistieke ontmoetingsplaats. Víctor García de la Concha, Juan Manuel de Prada, Jorge Volpi en Paco Novelty kwamen er vaak, en buitenlandse eregasten zoals Jimmy Carter, François Mitterrand en Jacques Delors werden er ontvangen.

Foto's
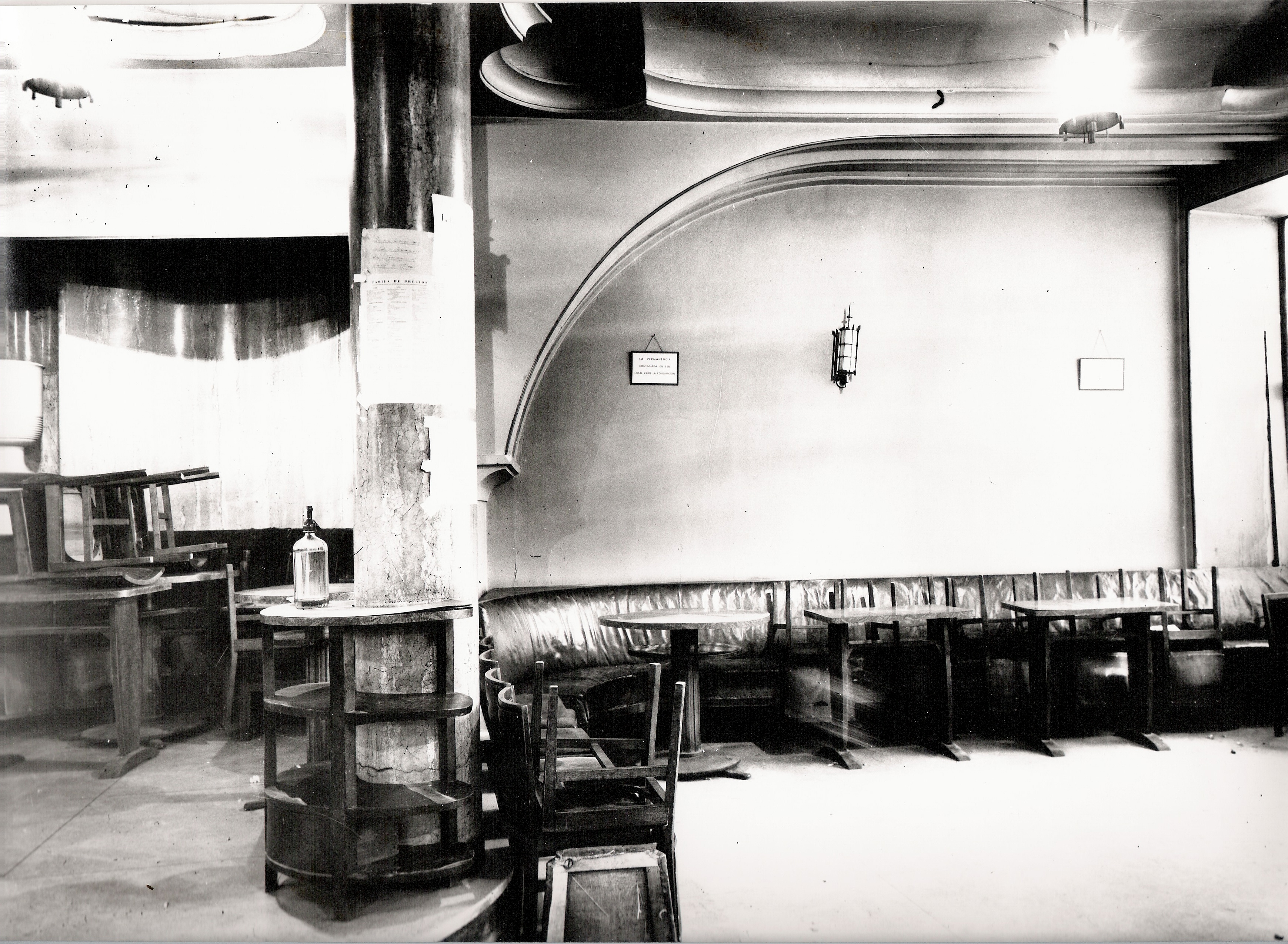
Het café in de jaren 1940
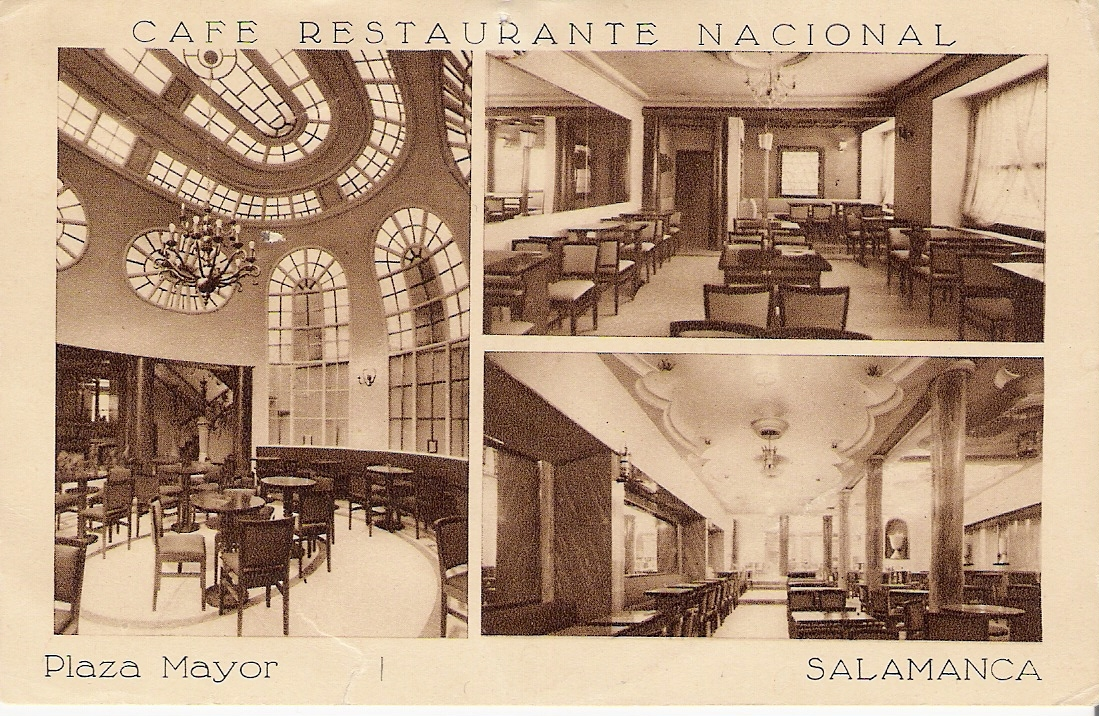
In 1945
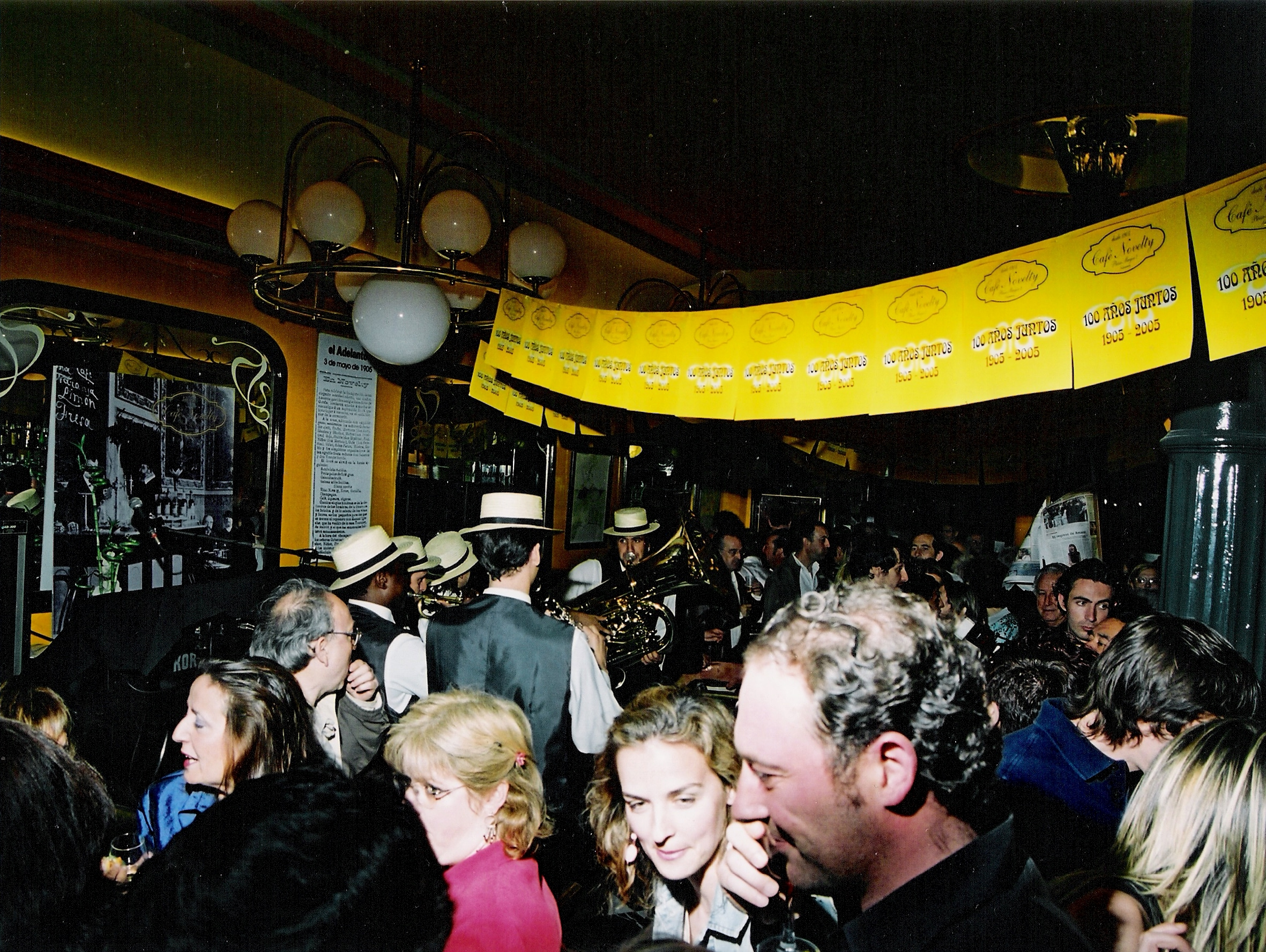
Het eeuwfeest in 2005
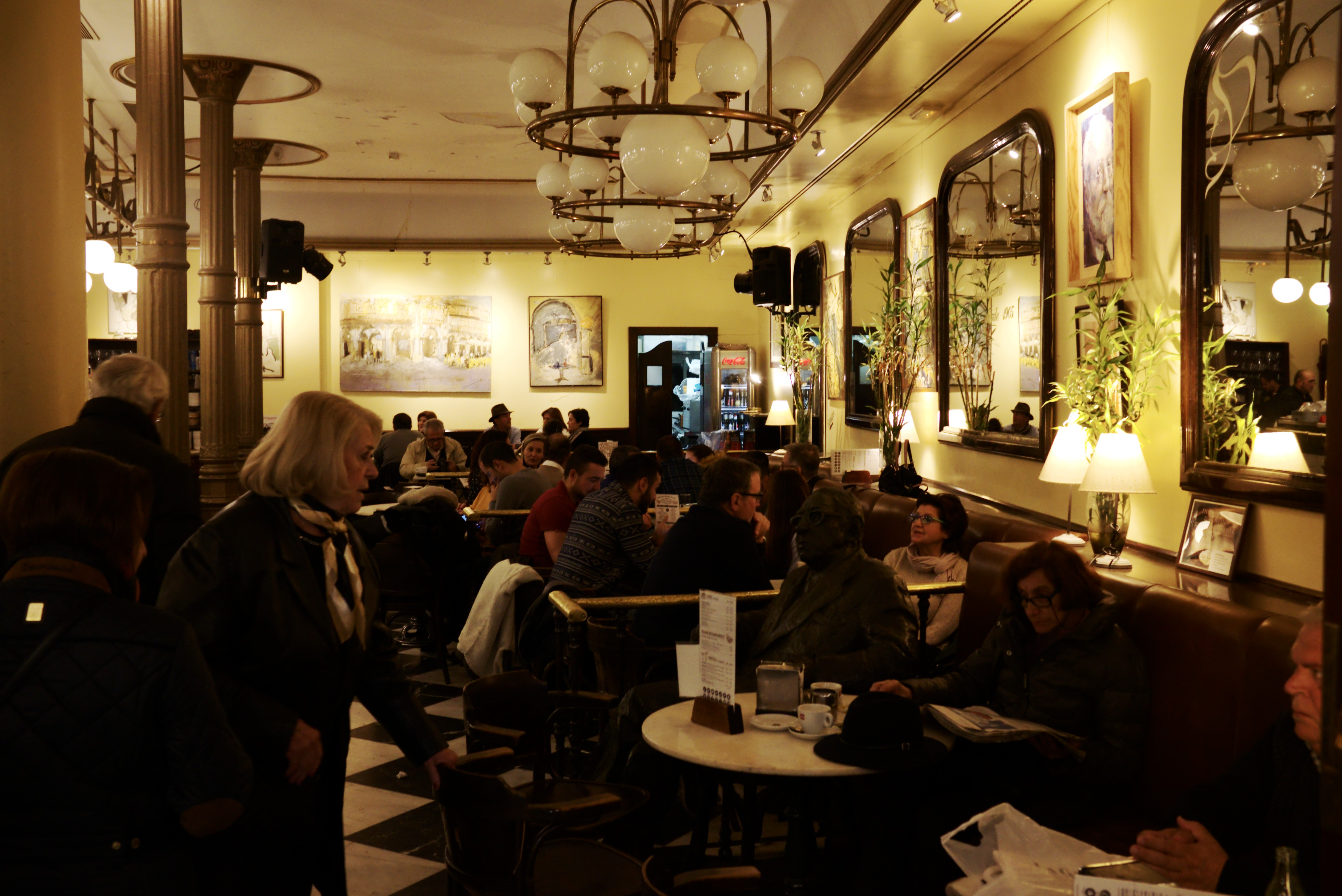
In 2019